# Soul Plane
Soul Plane (Uma Festa no Ar no Brasil) é um filme de comédia de 2004 dirigido por Jessy Terrero e escrito por Chuck Wilson e Bo Zenga, sendo estrelado por Tom Arnold, Kevin Hart, Method Man e Snoop Dogg, contando com as participações especiais de Mo'Nique, Loni Love, K. D. Aubert, D. L. Hughley, Godfrey, Sofía Vergara e Terry Crews. O filme gira em torno de vários personagens diferentes a bordo de um avião. Soul Plane recebeu críticas negativas dos críticos e arrecadou um pouco mais de US$ 14 milhões em todo o mundo, contra um orçamento de US$ 16 milhões.

## Enredo
Nashawn Wade, um homem simples que nutre uma paixão por aviação desde quando era criança, sofre uma experiência terrível ao voar em uma companhia aérea: seu cachorro de estimação é classificado como bagagem de despache em vez de bagagem de mão, fazendo com que o animal seja levado no compartilhamento de cargas do avião em vez do salão de passageiros, como Wade costuma fazer quando faz viagens com ele; durante o voo, Wade sofre de diarreia depois de consumir a refeição de bordo, indo parar no banheiro; contudo, suas nádegas ficam presas no vaso enquanto o avião sofre uma turbulência; ao notar o desespero de Wade, uma aeromoça tenta ativar a descarga à vácuo para libera-lo do vaso, mas inadvertidamente aciona o botão de abertura do bagageiro, fazendo com que o cachorro de Wade seja fatalmente sugado por um dos motores a jato do avião.
Em resposta ao mau atendimento que experimentou, Wade processa a companhia aérea e recebe cem milhões de dólares de indenização. Ele decide usar o dinheiro para abrir sua própria companhia aérea, chamada N.W.A (Nashawn Wade Airlines, cujo acrônimo e logotipo são uma referência ao grupo de rap N.W.A). A nova companhia aérea atende especificamente aos afro-americanos que usufruem da cultura hip hop, tendo o seu terminal do aeroporto chamado de Terminal Malcolm X, onde duas agentes de segurança, Jamiqua e Shaniece, estão brincando e tirando sarro dos passageiros em vez de fiscalizar seus pertences. O avião da companhia é um Boeing 747SP bastante modificado, personalizado com sistema hidráulico de baixo custo, trens de pouso equipado com spinners, winglets combinados para compensar o arrasto da decoração e uma boate de dança; o vídeo de segurança do avião é uma paródia da música "Survivor" do grupo Destiny's Child.
Depois de decolar no Aeroporto Internacional de Los Angeles no primeiro voo de sua companhia, Nashawn deve lidar com uma série de problemas, começando por seu capitão acrofóbico, Mack; em uma altitude de cruzeiro de nível de vôo 330, é revelado que ele jamais pilotou uma aeronave porque aprendeu a voar em simuladores de computador na prisão em vez de aviões de verdade. Enquanto isso, o primo de Nashawn, Muggsey, organiza um pequeno cassino a bordo e um bar de strippers em uma das áreas do avião, enquanto a ex-namorada de Nashawn, Giselle, está a bordo e se aborrece ao descobrir que Nashawn também está no voo. Enquanto isso, a família Hunkee, os únicos passageiros brancos a bordo, também deve lidar com seus próprios problemas: a filha de Elvis Hunkee, Heather, está completando dezoito anos e planeja estrear sua maioridade bebendo e fazendo sexo; seu outro filho se transformou em um wigger estereotipado, enquanto sua esposa passa a desejar homens negros depois de ver algumas fotos em uma revista pornográfica disponível no serviço de bordo do avião.
O capitão Mack aparentemente morre após comer cogumelos que o co-piloto, o primeiro oficial Gaemon, usa para tratar seus chatos genitais. Nashawn tenta entrar em contato com Gaemon, que fica incapacitado depois de escorregar perto de uma banheira de hidromassagem, forçando Nashawn a tentar pousar o avião sozinho; Nashawn pousa o avião com segurança, usando o conhecimento de voo da aeromoça Blanca, que aprendeu ao fazer sexo na cabine do piloto com seu ex-namorado que era piloto de avião anteriormente. O avião pousa no meio do Central Park, em vez do Aeroporto Internacional John F. Kennedy, e os spinners das rodas são roubados do avião. Nashawn se reconcilia com Giselle depois de revelar a ela que ele apenas terminou com ela para que ela não desistisse de suas oportunidades de ir pra faculdade para ficar com ele.
O filme termina com Nashawn contando ao espectador o destino dos passageiros e tripulantes após o fatídico voo: ele afirma que ele e sua ex-namorada estão juntos, levando seu relacionamento com mais calma desta vez; seu primo Muggsey abriu um clube de strip e um cassino localizado em outro avião semelhante ao que tinha no avião da N.W.A; Elvis começou um relacionamento casual com Jamiqua enquanto seu filho Billy se tornou um grande diretor de videoclipes, mas desapareceu logo após filmar um videoclipe de Michael Jackson. O capitão Mack mais tarde acorda com sua corrente e roupas roubadas.

## Elenco
- Kevin Hart...Nashawn Wade
- Tom Arnold...Elvis Hunkee
- Method Man...Muggsy
- Snoop Dogg...capitão Mack
- K. D. Aubert...Giselle
- Godfrey Danchimah ...Gaeman
- Brian Hooks...DJ
- D. L. Hughley...Johnny
- Arielle Kebbel...Heather Hunkee
- Loni Love...Shaniece
- Mo'Nique...Jamiqua
- Ryan Pinkston...Billy Hunkee
- Missi Pyle...Barbara Hunkee
- Sommore...Cherry
- Sofía Vergara...Blanca
- Gary Anthony...Williams Flame
- John Witherspoon...cego
- Angell Conwell...Tamika
- Terry Crews ...Segurança

## Recepção

### Bilheteria
Soul Plane estreou em 28 de maio de 2004 em 1.566 cinemas estadunidenses. Em seu fim de semana de estreia, o filme arrecadou US$ 5.648.486 nas bilheterias internas, ficando em quinto lugar, atrás de Shrek 2, O Dia depois de Amanhã, Troia e Raising Helen. Quando saiu de cartaz, o filme havia acumulado US$ 14.190.750 no mercado interno e US$ 631.596 no exterior para um total mundial de US$ 14.822.346, tornando-se uma bomba de bilheteria (considerando seu orçamento de US$ 16 milhões).
Em uma entrevista no podcast WTF com Marc Maron, Kevin Hart disse que boa parte da razão para o fiasco de Soul Plane nas bilheterias foi devido à pirataria de cópias em DVD do filme, que aparentemente começou três meses antes do filme ser lançado nos cinemas. Hart explicou, "na rua, [Soul Plane] ganhou 40 milhões de dólares", dizendo ainda a Marc Maron que, durante uma das estreias do filme, os fãs vinham até ele pedindo-lhe para autografar cópias piratas. Hart, no entanto, dá crédito ao filme por torná-lo popular o suficiente para começar a viajar pelo país.

### Critica
O site agregador de resenhas Rotten Tomatoes informou que 18% dos 101 críticos que avaliaram o filme deram-lhe uma resenha positiva, com uma avaliação média de 3,8/10; o consenso crítico do site chamou Soul Plane de "uma tentativa atrevida de repetir Airplane!, que nunca realmente decolou". No Metacritic, o filme tem uma pontuação média ponderada de 33 de 100 com base em 26 críticas, indicando "comentários geralmente desfavoráveis". O público entrevistado pelo CinemaScore deu ao filme uma nota média "C+" numa escala que varia de "A+" a "F".
Stephen Holden, crítico do jornal The New York Times, diz em sua crítica: "Essa farsa agitada, que ultrapassa todos os limites, é tão ampla e implacavelmente atrevida que faz uma paródia como Airplane! parecer tão recatada quanto uma comédia de salão vintage". O crítico do The A.V. Club, Nathan Rabin, criticou o filme por ter "personagens estereotipados e humor feitos de 'meias-piadas' desesperadas e mal feitas através de um trabalho de câmeras desajeitado". Scott Brown, da Entertainment Weekly, classificou o filme com uma nota "C-", observando as semelhanças com Airplane!, dizendo: "Os criadores de Soul Plane descobriram uma forma simples de inverterem a polaridade racial e embalarem um filme inteiro cheio de material semelhante, mas não tão engraçado"; ele concluiu que: "Se você está procurando por ideias cômicas além do diferencial bem documentado entre brancos e negros, bem, caramba, você deveria tentar outra companhia [numa referência a empresa aérea NWA do filme]". Apesar de dar crédito a Hart, Hughley e Snoop por suas performances, Marc Savlov do The Austin Chronicle sentiu que o resto das piadas secundárias do filme "apenas servem para tornar o resto da produção muito mais sem humor em contraste com as atuações".
No final de 2014, o filme apareceu na lista de "50 piores filmes de sempre" da revista Empire, ocupando a posição de número 47.